# Young Foolish Happy
A Young Foolish Happy Pixie Lott brit énekesnő második albuma, mely 2011. november 11-én jelent meg a Mercury Records gondozásában. Lott olyan producerekkel dolgozott, akik már korábban is alkottak számára, mint Mads Hauge, Phil Thornalley, Toby Gad, Steve Kipner és Andrew Frampton, továbbá új producerek munkái - mint Tim Powell, The Matrix és Rusko - is hallhatóak a lemezen. Az énekesnő dolgozott Stevie Wonder-rel és John Legend-del is.
A Young Foolish Happy vegyes értékeléseket kapott a kritikusoktól, néhányuk az albumot szolidnak találta, mások hiányolták a bájt, ami előző, Turn It Up című lemezét jellemezte. Az album 18. helyen debütált a brit albumlistán, 18 503 eladott példánnyal, mely elődjéhez viszonyítva bukásnak számít. Az All About Tonight viszont első helyezett le, de a másik két kislemez (What Do You Take Me For? és Kiss the Stars) is top 10-esek lettek.

## Háttér

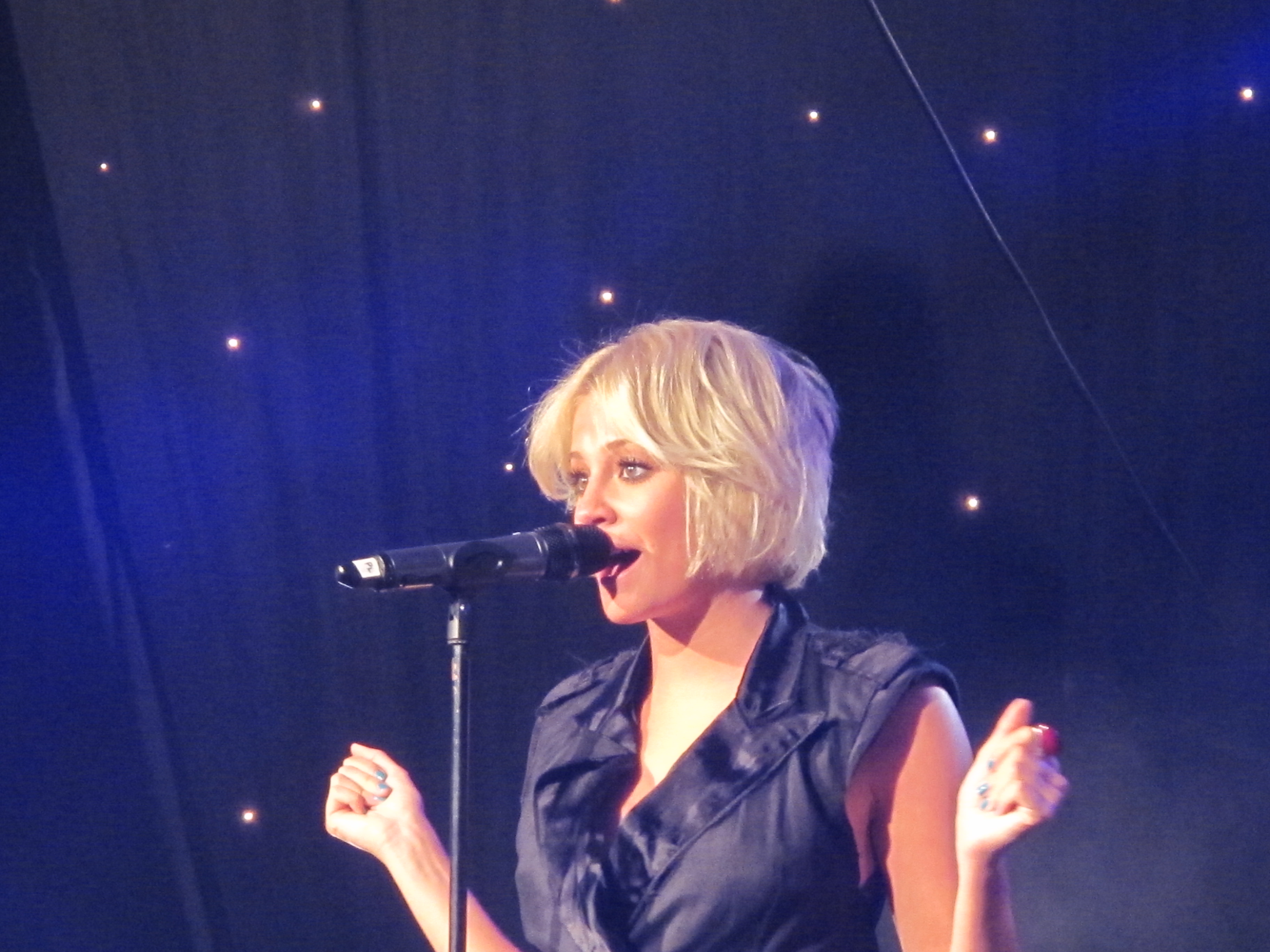
Pixie Lott 2011-ben.

Lott 2011. januárjában kezdett el dolgozni második stúdióalbumán Los Angeles városában. 2011. áprilisában, egy interjú során beszélt a korongról: "rengeteg király dal van az albumon, melyen más is közreműködött, már sok nagy emberrel dolgoztam, de nem tudom megmondani, melyek kerülnek fel majd az albumra", majd hozzátette, az album "pop stílusú lesz, mégis kissé kifejezőbb. Valami olyasmi, amit imádok. A hatás sokkal erőteljesebb a lemezen." A lemez címe szeptember 17-én került nyilvánosságra, amikor az is kiderült, hogy többek között Stevie Wonder és John Legend munkája lesz a közelgő anyagon. Pixie azt is említette, hogy a címét kedvenc számairól nevezte el (Be Young, Be Foolish, Be Happy): "Ez egy olyan üzenet, amit mindig szerettem, és szerintem fontos, hogy az emberek emlékezzenek rá, ez motiváló és inspiráló." A borító október 5-én jelent meg.

## Kereskedelmi fogadtatás
A Young Foolish Happy a brit albumlista 18. helyén debütált, 18 503 eladott példánnyal az első héten. A második héten visszaesett 42. helyre. 2012. február 10-én a lemez arany minősítést kapott a szigetországban 100 000 eladás után. Az ír albumlistán 33. helyezést ért el a lemez.

## Kislemezek
Az All About Tonight 2011. szeptember 2-án jelent meg az album első kislemezeként. Lott 2011. július 11-én mutatta be a dalt a The Chris Moyles Show című műsorban (BBC Radio 1). A brit kislemezlista első helyét érte el, első héten 88 893 példány kelt el belőle (Lott karrierjében ez a legtöbb), ez Pixie harmadik első helyezett kislemeze az Egyesült Királyságban. Az ír kislemezlistán kilencedik lett.
Második kislemeze, a What Do You Take Me For? 2011. november 4-én jelent meg, videóklipje október 6-án. A brit kislemezlistán tizedik lett, 34 335 eladott példánnyal.
A Kiss the Stars lesz az album harmadik kislemeze. 2011. december 5-én játszotta elsőként a Capital FM. 2012. január 29-én jelenik meg, viszont a brit kislemezlistán már 81. helyezést érte el, a lemez digitális letöltései miatt.
2012 áprilisában Lott bejelentette, a Dancing on My Own világszerte megjelenik az iTunes-on. A dalon közreműködött G-Dragon és T.O.P is. A szám eredetileg az album japán bónusz változatára került fel.

## Dallista
A hivatalos lista 2011. október 17-én jelent meg.
|     | Cím                                                             | Szerző(k)                                                         | Producer(ek)                | Hossz |
| --- | --------------------------------------------------------------- | ----------------------------------------------------------------- | --------------------------- | ----- |
| 1.  | Come Get It Now                                                 | Pixie Lott, Benjamin Hudson McIldowie, Cathy Dennis, Robin French |                             | 2:19  |
| 2.  | All About Tonight                                               | Tebey Ottoh, Brian Kidd, Tommy Lee James                          | Kidd                        | 3:06  |
| 3.  | What Do You Take Me For? (közreműködik Pusha T)                 | Lott, Anne Preven, Christopher Mercer, Terrence Thornton          | Rusko                       | 2:55  |
| 4.  | Nobody Does It Better                                           | Tim Powell, Wayne Hector, Richard Stannard                        | Powell                      | 3:33  |
| 5.  | Kiss the Stars                                                  | Lott, Mads Hauge, Phil Thornalley                                 | Hauge, Thornalley           | 3:14  |
| 6.  | Stevie on the Radio                                             | Lott, Adrian Gurvitz, Marthony Tabb                               |                             | 4:10  |
| 7.  | Everybody Hurts Sometimes                                       | Lott, Christopher Baran, James Bourne                             |                             | 4:04  |
| 8.  | Dancing on My Own (közreműködik Marty James)                    | Lott, Marty James, Toby Gad                                       | Gad                         | 3:50  |
| 9.  | Love You to Death                                               | Lott, Toby Gad, Ruth-Anne Cunningham                              |                             | 3:29  |
| 10. | Birthday                                                        | Lott, The Invisible Men, Ashton Foster, Ray Djan                  | The Invisible Men, Stranger | 3:16  |
| 11. | Bright Lights (Good Life) Part II (közreműködik Tinchy Stryder) | Lott, Jarred Rogers, Kwasi Danquah III                            |                             | 4:04  |
| 12. | Perfect                                                         | Lott, Hauge, Thornalley                                           |                             | 3:05  |
| 13. | You Win                                                         | Lott, John Stephens, Tennille de Freitas                          |                             | 4:22  |
| 14. | We Just Go On                                                   | Lott, Steve Kipner, Andrew Frampton, Patrick Jordan-Patrikios     | Kipner, Frampton, Jester    | 3:50  |

| Bővített kiadás | Bővített kiadás                                                  | Bővített kiadás                                         | Bővített kiadás   | Bővített kiadás | Bővített kiadás | Bővített kiadás | Bővített kiadás | Bővített kiadás | Bővített kiadás |
|                 | Cím                                                              | Szerző(k)                                               | Producer(ek)      | Hossz           |                 |                 |                 |                 |                 |
| --------------- | ---------------------------------------------------------------- | ------------------------------------------------------- | ----------------- | --------------- | --------------- | --------------- | --------------- | --------------- | --------------- |
| 15.             | Till the Sun Comes Out                                           | Lott, Baran, Bourne                                     |                   | 3:38            |                 |                 |                 |                 |                 |
| 16.             | The Thing I Love                                                 | Lott, Harvey Mason, Jr., Damon Thomas, James Fauntleroy |                   | 3:35            |                 |                 |                 |                 |                 |
| 17.             | I Throw My Hands Up                                              | Lott, Lauren Christy, The Matrix                        |                   | 2:51            |                 |                 |                 |                 |                 |
| 18.             | Black as Rain                                                    | Lott, Hauge, Thornalley                                 | Hauge, Thornalley | 3:43            |                 |                 |                 |                 |                 |
| 19.             | Paper Planes                                                     | Lott, Stannard, Ash Howes, Hector                       |                   | 3:41            |                 |                 |                 |                 |                 |
| 20.             | What Do You Take Me For? (Benji Boko Remix közreműködik Pusha T) | Lott, Preven, Mercer, Thornton                          |                   | 3:07            |                 |                 |                 |                 |                 |
| 21.             | All About Tonight (iTunes bónusz videó)                          |                                                         |                   | 3:10            |                 |                 |                 |                 |                 |
| 22.             | What Do You Take Me For? (iTunes bónusz videó)                   |                                                         |                   | 3:00            |                 |                 |                 |                 |                 |
| 69:52           |                                                                  |                                                         |                   |                 |                 |                 |                 |                 |                 |

| 8.  | Dancing on My Own (közreműködik G-Dragon és T.O.P) | Lott, Gad, Marty James                 | Gad                                | 4:22 |
| 21. | Mama Do (Uh Oh, Uh Oh)                             | Hauge, Thornalley                      | Hauge, Thornalley, Greg Kurstin    | 3:16 |
| 22. | Cry Me Out                                         | Lott, Hauge, Thornalley, Colin Campsie | Hauge, Thornalley                  | 4:04 |
| 23. | Boys and Girls                                     | Hauge, Thornalley, Lott                | Hauge, Thornalley, Fraser T. Smith | 3:02 |

- Az ázsiai deluxe kiadás a japán változattal egyező dallistájú, viszont a Perfect című dal nem került fel erre a változatra.[18]

## Közreműködők
| - Tom Bird – rendező - Captain Hook – producer, keverés (7, 15) - Tim Debney – maszterizálás (1–3, 5–20) - Jimmy Douglass – keverés (2) - Eagle Eye – producerek (10) - Greg "The Wizard" Fleming – keverés (10) - Andrew Frampton – producer (14) - Dan Frampton – keverés (14) - Ryan Freeland – keverés (13) - Toby Gad – producer (8, 9); keverés (9) - Adrian Gurvitz – producer (6) - Mads Hauge – producer, keverés (5, 12, 18) - The Invisible Men – producerek, keverés (10) - Marty James – rap (8) - Patrick "Jester" Jordan-Patrikios – producer (14) - Jaycen Joshua – keverés (6) - Joe Kentish – A&R - Brian Kidd – producer (2) - Steve Kipner – producer (14) - John Legend – producer, zongora (13) | - Colin Leonard – maszterizálás (4) - Harvey Mason, Jr. – keverés (16) - The Matrix – producerek, keverés (17) - Mr Hudson – producer (1) - Sheryl Nields – fényképezés - Tim Powell – producer (4) - Pusha T – rap (3, 20) - Anne Preven – keverés (3, 20) - Jaz Rogers – producer (11) - Rusko – producer (3, 20) - Andy Savours – keverés (1) - Jamie Snell – keverés (11) - Richard "Biff" Stannard – producer (19) - Tinchy Stryder – rap (11) - Phil Thornalley – producer (5, 12, 18) - Phil Ton – keverés (4) - The Underdogs – producerek (16) - Patrick Warren – producer (13) - Ant Whiting – keverés (8) - Stevie Wonder – harmonika (6) |

## Albumlistás helyezések és minősítések
| Albumlista (2011–12)                  | Legjobb helyezés |
| ------------------------------------- | ---------------- |
| Horvát albumlista                     | 32               |
| Ír albumlista                         | 33               |
| Skót albumlista                       | 18               |
| Dél-koreai International Albums lista | 42               |
| Brit albumlista                       | 18               |

| Ország             | Minősítés |
| ------------------ | --------- |
| Egyesült Királyság | Arany     |

## Megjelenések
| Ország             | Dátum              | Kiadó           |
| ------------------ | ------------------ | --------------- |
| Hollandia          | 2011. november 11. | Universal Music |
| Írország           | 2011. november 11. | Mercury Records |
| Egyesült Királyság | 2011. november 14. | Mercury Records |
| Svédország         | 2011. november 14. | Universal Music |
| Németország        | 2011. november 22. | Universal Music |
| Lengyelország      | 2011. november 25. | Universal Music |
| Ausztrália         | 2011. december 2.  | Universal Music |
| Olaszország        | 2012. január 24.   | Universal Music |
| Japán              | 2012. március 21.  | Universal Music |
| Dél-Korea          | 2012. április 30.  | Universal Music |

## Fordítás
Ez a szócikk részben vagy egészben  a   Young Foolish Happy című angol Wikipédia-szócikk fordításán alapul.  Az eredeti cikk szerkesztőit annak laptörténete sorolja fel. Ez a jelzés csupán a megfogalmazás eredetét és a szerzői jogokat jelzi, nem szolgál a cikkben szereplő információk forrásmegjelöléseként.